# Farbus
Farbus település Franciaországban, Pas-de-Calais megyében. Lakosainak száma 631 fő (2022. január 1.). Farbus Vimy, Thélus, Willerval és Bailleul-Sir-Berthoult községekkel határos.

## Népesség
A település népességének változása:
| Lakosok száma | 536  | 548  | 568  | 557  | 577  | 590  | 604  | 617  | 631  |
|               | 2013 | 2015 | 2016 | 2017 | 2018 | 2019 | 2020 | 2021 | 2022 |